# Backyard Babies
Backyard Babies é uma banda de rock sueca, formada em Nässjö no ano de 1987, originalmente trazendo Tobbe nos vocais, Dregen nas guitarras, Johan Blomqvist no baixo e Peder Carlsson na bateria.
Após gravar uma demo e tocar em alguns locais na Suécia, o grupo acaba mandando embora Tobbe e em 1989, coloca Nicke Borg para substituí-lo; após isso a banda grava mais duas demos e acaba fazendo uma tour nacional, assim na sequência, gravam sua primeiro álbum, o EP Something to Swallow. Assinando com a gravadora sueca Megarock em 1993, a banda lança o seu primeiro álbum completo chamado Diesel & Power. Após esse lançamento, a banda acaba dando um tempo, permitindo ao guitarrista Dregen ficar um bom tempo no The Hellacopters, até a banda voltar em 1997. Neste tempo todo, a banda lança o álbum Total 13, mais tarde lançado Making Enemies is Good (2001), Stockholm Syndrome (2003) e People Like People Like People Like Us (2006). Em 2008 lançam o álbum Backyard Babies, onde canções como Abandon e Nomadic tem seu merecido destaque no disco. No ano de 2015 lançam o novo álbum Four by Four. Os Vídeo Clipes ficam por conta das canções Th1rt3en or Nothing e Bloody Tears.
Em Março de 2019 , O Backyard Babies lançou seu oitavo disco de estúdio Silver And Gold, contendo 10 faixas inéditas, sendo o primeiro single, Good Morning Night.

## Integrantes
- Nicke Borg - Vocal/Guitarra (1989-)
- Dregen - Guitarra/Vocal (1987-)
- Johan Blomqvist - Baixo (1987-)
- Peder Carlsson - Bateria (1987-)

### Ex-integrantes
- Tobbe - Vocal/Guitarra (1987-1989)

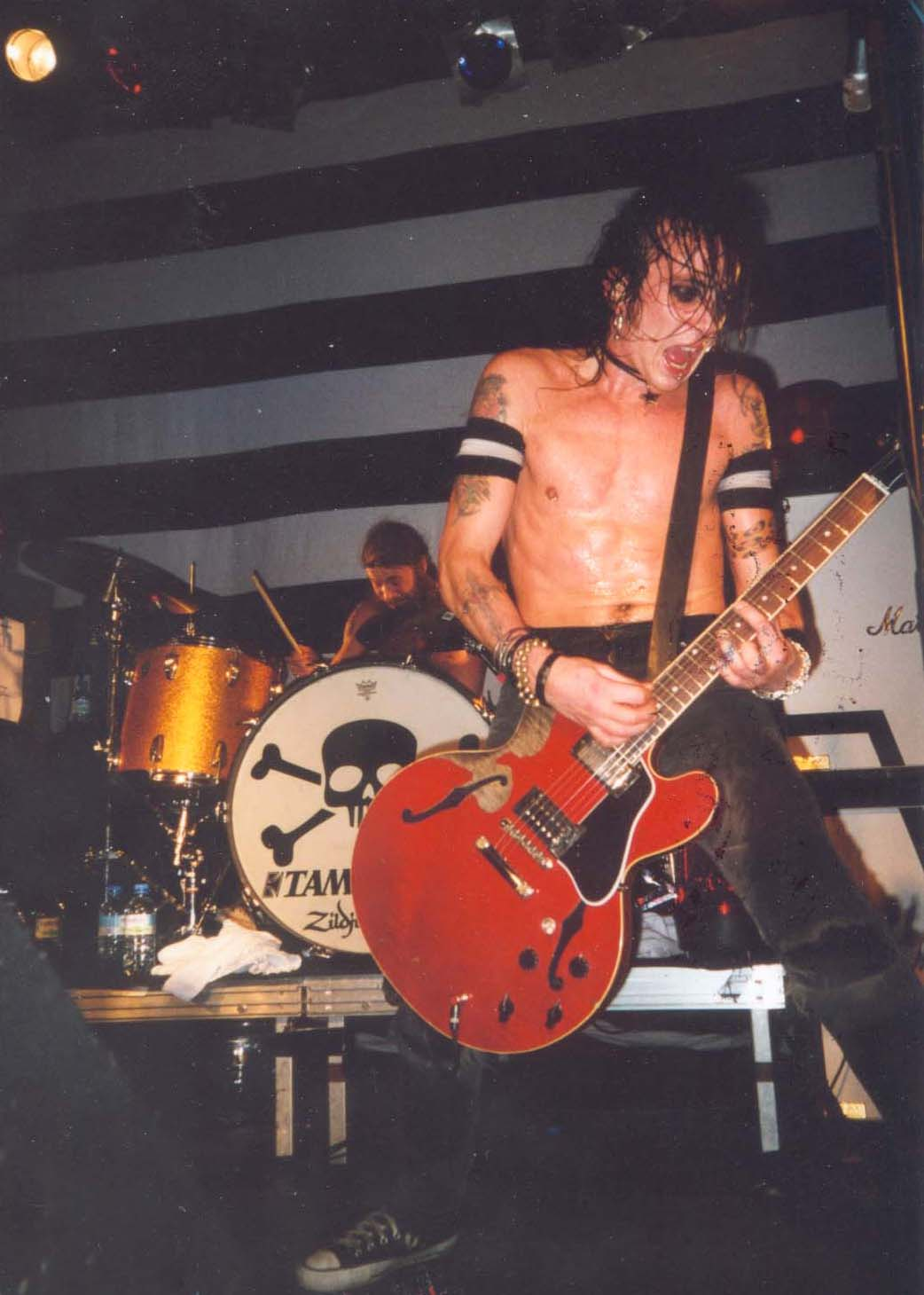
Dregen em concerto com a banda

## Discografia

### Álbuns completos
- Diesel & Power (1994)
- Total 13 (1997)
- Making Enemies is Good (2001)
- Stockholm Syndrome (2003)
- People Like People Like People Like Us (2006)
- Backyard Babies (2008)
- Four by Four (2015)
- Silver and Gold (2019)

### EP's
- Something To Swallow (1991)
- Knockouts (1997)

### Ao vivo
- Safety Pin & Leopard Skin (2002)
- Live in Paris (2005)

### Compilação
- Independent Days (2001)
- From Demos to Demons 1989-1992 (2002)

### Splits
- Supershow (split com o The 69 Eyes) (1996)

### Singles/7"
- Electric Suzy (1994)
- Look at You (1997)
- Bombed (Out Of My Mind) (1997)
- Is It Still Alright To Smile? (1998)
- Highlights (1998)
- Babylon (1999) raro single" com a participação de Ginger do The Wildhearts
- Brand New Hate (2001)
- The Clash (2001)
- Minus Celsius (2003)
- A Song For The Outcast (2004)
- Friends (2004)
- A Remix For The Outcast (2005)
- The Mess Age (2006)
- Dysfunctional Professional (2006)

### DVD
- Jetlag The Movie (2005)